# Pinto do Acordeon
Pinto do Acordeon, nome artístico de Francisco Ferreira Lima (Conceição, 18 de fevereiro de 1948 – São Paulo, 21 de julho de 2020), foi um instrumentista, cantor, compositor e político brasileiro.

## Biografia
Natural de Conceição, Paraíba, Pinto foi morar em Patos em meados da década de 1960.
A música lhe gerou interesse desde a infância e ele também é aficionado por acordeão, instrumento em que se tornou um virtuoso, ficou conhecido desde quando fazia parte das apresentações com a trupe de Luiz Gonzaga, o “Rei do Baião”, período em que ganhou notoriedade da música nordestina e que produziu músicas que estão presentes até hoje nos festejos juninos brasileiros.
Gravou seu primeiro LP em 1976 e na atualidade detém em torno de vinte álbuns gravados em seu nome (entre CDs e LPs), já tendo composto músicas para Elba Ramalho, Genival Lacerda, Dominguinhos, Fagner, Os 3 do Nordeste e Trio Nordestino. Um de seus sucessos, “Neném Mulher”, ficou consagrada na voz de Elba Ramalho e foi tema da telenovela Tieta.
Em 2008, foi para o Festival de Montreux, Suíça, no qual se apresentou junto com outros artistas brasileiros, entre os quais Gilberto Gil, Elba Ramalho, Milton Nascimento, Chico César, Flávio José, Aleijadinho de Pombal, e Trio Tamanduá.

## Política
Pinto foi eleito vereador de João Pessoa, capital da Paraíba, para exercer o mandato entre os anos de 1993 e 1997.

## Morte
Morreu em 21 de julho de 2020, aos 72 anos, no Hospital Beneficência Portuguesa em São Paulo, de câncer de bexiga, problemas renais e diabetes.